# Српско новинарство
Српско новинарство обухвата новинарску делатност на српском језику и има традицију од 1791. године.

## Историја српског новинарства

### Славеносербски магазин
Претеча српског новинарства јесте Славеносербски магазин, који се појавио 1768. године у Венецији, у само једном броју. Иако је ово био књижевно-научни часопис историчара и уметника Захарија Стефановића Орфелина, показана је потреба да Србима, мада без националне и слободне државе, треба часопис на њиховом језику.

### Сербскија новини повседневнија
Марта 1791. године у Бечу, браћа Маркидес Пуљо из мешовитог брака Грка и Српкиње, основали су Сербскија новини повседневнија, прве новине на славеносрпском језику. Штампане су црквеном азбуком. Они су као издавачи штампали и новине на грчком језику. Сербскија новини повседневнија су углавном нудили преводе вести из немачке штампе и излазиле су до краја 1792. године, уз помоћ српских трговаца из Беча.
У заглављу насловних страна, налазио се епски јунак са српским националним симболима.

### Славено-сербскија вједомости
Славено-сербскија вједомости су се појавиле августа 1792. године у Бечу. Њихов издавач је био Стефан Новаковић, национални радник и инспектор митрополијског спахилука у Даљу, који је 12. фебруара 1792. године откупио штампарију од бечког трговца Јосифа Курцбера, а која је имала монопол на штампање српских књига у Хабзбуршкој монархији. Штампарију је са затеченим књигама и пратећом опремом купио за 25.000 форинти.
Штампарија је објавила много књига на славеносрпском, румунском и немачком језику, а уживала је и новчану помоћ митрополита карловачког Стефана Стратимировића. Славено-сербскија вједомости су излазиле на српском језику и цивилној азбуци, а на насловној страни имале двоглавог црног орла Хабзбурга. Доносиле су прилоге о животима угледних Срба у аустријској војсци у ратовима против Наполеона I Бонапарте, граничарима, као и вести из Београдског пашалука.
Вједемости нису наишле на шире интересовање, пошто је њихов квалитет био значајно оштећен услед дворске цензуре Беча, која је избацивала све што се сматрало политички неподобним и штетним по његове интересе.
Пошто је штампарија брзо запала у финансијску кризу, Новаковић је у Славено-сербскијим вједомостима објавио позив "компатриотима" и "саотачественицима" (сународницима) да помогну даљи рад штампарије, али је то било без успеха, будући да су Вједемости имале једва стотину претплатника. Због тога је штампарија продата исте године и пренета у Будим.

### Новине сербске
Прве дневне новине на српском језику, појавиле су се 1. августа 1813. године у Бечу. Биле су то Новине сербске из царствујушчег града Вијене (од 1816. само Новине сербске), а њихови уредници су били Димитрије Давидовић и Димитрије Фрушић. Излазиле су сваког дана, изузев недеље и празника. 
Након слома Првог српског устанка 1813. године, Новине сербске су омогућиле да се српски глас и даље чује у Европи. 
У почетку је значајна пажња у новинама пружана догађајима из ратова Шесте и Седме коалиције против Наполеона. Штампане су прокламације и други акти цара Фердинанда I, као и вредност новца у рубрици „Теченије новца на Виенској берзи“. У рубрикама „Смеснице књижествене“ „Књижество србско“ и „Прикљученија внутрања“, излазила су дела тадашњих српских књижевника. У њима је, по предлогу дворског саветника Јернеја Копитара, отворено простор Вуку Стефановићу Караџићу за књижевне полемике са Милованом Видаковићем. У Новинама је писано против епископа далматинског Венедикта Краљевића и покушаја унијаћења Срба у Далмацији.
Фрушић је након завршених студија медицине напустио уредништво Новина сербских. Бечка цензура је упорно забрањивала политичке текстове, што је доводило до опадања интересовања за писање новина. Да би некако сачувао Новине, Давидовић је најпре 1815. године покренуо Забавник, први српски алманах, а 1819. године је купио и сопствену штампарију. Између 1817. и 1822. године, излазиле су тек два пута недељно.
Давидовић се 1821. године преселио у Кнежевину Србију, где је постао секретар кнежевске канцеларије кнеза Милоша Обреновића. Помињало се да је заправо био толико презадужен због Новина сербских, да је због поверилаца морао напустити Беч. Новине је наставио да води студент права Петар Матић.

### Новине србске
У наставку своје новинарске делатности, Димитрије Давидовић је 5/17. јануара 1834. године штампао први број Новина србских у Крагујевцу. Интересовање је било велико, те су брзо дошле до 600 претплатника, а наредне године је уредништво прешло у Београд.
Мада то није била једина намера њиховог оснивања, Новине србске су брзо постале службене новине Кнежевине Србије.

### Други светски рат
Захваљујући познанству са Јозефом Хрибовшеком Бергеом, Хитлеровим аташеом за штампу, Владислав Рибникар је основао Српско издавачко предузеће које је издавало новине Ново време.

## Новинарска друштва

### Удружење новинара Србије (УНС)
Удружење новинара Србије је основано 21. децембра 1881. године у Београду, као Српско новинарско друштво. На иницијативу Милана Ст. Марковића, тада је одржан оснивачки збор на којем су усвојена Правила и "Штатут". Збор је окупио уреднике свих најзначајнијих новина у Кнежевини Србији, тако да су били присутни др Хипократ Владан Ђорђевић из „Отаџбине“ и „Народног здравља“, Стеван Д. Поповић (први уредник „Педагошког гласника“), Стеван Ћурчић („Српске новине“ и „Србадија“), др Лаза Костић („Српска независност“) и Манојло Ђорђевић Призренац („Народно ослобођење“). 
За првог председника Српског новинарског друштва је изабран др Лаза Костић, песник и адвокат. Друштво је престало са радом у време Тимочке буне 1883. године, када је Костић морао да напусти Србију.
Друштво је под именом Српско новинарско удружење обновљено 17. новембра 1891. године у гостионици хотела Империјал у Београду, који се налазио поред Капетан-Мишиног здања. За председника је изабран Петроније Пера Тодоровић, уредник "Малих новина" и један од првака Народне радикалне странке, који се након Тимочке буне приближио краљу Милану Обреновићу.
Удружење је у јануару 1897. године, имало 60 чланова. Међу његовим члановима су касније били угледни књижевници Бранислав Нушић, Јанко Веселиновић, Борисав Бора Станковић... Нушић је два пута биран за председника удружења, 1908. и 1911. године.
Након Првог светског рата, удружење је обновљено 26. марта 1921. године у Сарајеву, као Југословенско новинарско удружење, које је објединило дотадашња новинарска удружења. Председник је постао Душан Николајевић, секретар удружења Моша Пијаде, а благајник Ратко Парежанин.
У време окупације током Другог светског рата, 66 од 274 члана Југословенског новинарског удружења је наставило са радом, између осталог и у листу Ново време. Рад Удружења је обновљен 29. априла 1945. године.

#### Дом Удружења новинара Србије
Београдска општина је 27. октобра 1928. године, уступила плац у Франкопанској (данас: Ресавској) улици бр. 28, за изградњу Новинарског дома. Изградња је почела 1. октобра 1933. године, а завршена наредне године. Свечано је отворен 7. априла 1935. године.

### Независно удружење новинара Србије (НУНС)
Независно удружење новинара Србије (НУНС) је основано 26. марта 1994. године у Дому омладине у Београду, од стране незадовољних чланова Удружења новинара Србије. За првог председника је изабран Драгољуб Драган Никитовић, бивши уредник спортске редакције Радио телевизије Београд, а међу члановима Председништва Оснивачке скупштине је био и Миодраг Миле Исаков. Чланска карта са редним бројем 1, издата је Предрагу Милојевићу, легендарном међуратном новинару Политике, који је интервјуисао све значајне државнике свога доба. 
Данас броји око 3.300 чланова из Новог Сада, Ниша, Крушевца, Суботице, Шапца, Чачка, Лесковца, Јагодине, Бора, Кикинде, Зрењанина, Краљева, Пирота, Врања, Сремске Митровице, Ужица и Новог Пазара. Председник НУНС-а је Жељко Бодрожић, а међу истакнутијим члановима су Цвијетин Миливојевић, Александар Тимофејев, Гордана Суша... 

## Напади и убиства новинара
После атентата у Народној скупштини 1928. године, када је тешко рањен лидер Хрватске сељачке странке Стјепан Радић, дошло је до масовних демонстрација у Загребу. У ноћи између 4. и 5. августа, током демонстрација, убијен је новинар Влада Ристић, секретар Београдске секције Југословенског новинарског удружења.
Опозиционо оријентисани новинар Славко Ћурувија, оснивач листа „Дневни телеграф“, убијен је на Васкрс 11. априла 1999. године око 17 часова, у току НАТО агресије на СР Југославију. Убиство је извршено у пролазу зграде у Светогорског улици (тадашњој: Иве Лоле Рибара) бр. 35, где су се налазиле просторије листа, као и Ћурувијин стан. На њега је су са леђа испаљена два метка, од којих га је један погодио у главу, а други у срце. За убиство Славка Ћурувије је 5. априла 2019. године, готово 20 година касније, осуђен Раде Марковић, начелник Службе државне безбедности у време убиства и човек од највишег поверења Слободана Милошевића и Мирјане Марковић. Извршиоци убиства никада нису откривени.
Радислава Дада Вујасиновић, новинарка култног београдског часописа Дуга, пронађена је мртва у свом стану 9. априла 1994. године. Иако су први извештаји говорили да је реч о самоубиству, потоње истраге су отвориле могућност да је убијена, будући да је често писала о везама подземља и власти, а често се бавила и Жељком Ражнатовићем Арканом. Републички јавни тужилац Загорка Доловац је 2011. године потврдила да је било пропуста у истрази и да смрт Даде Вујасиновић подсећа на убиство Славка Ћурувије.
Милан Пантић, дописник Вечерњих новости, убијен 11. јуна 2001. године у Јагодини. Околности његовог убиства остале су неразјашњене до данас.
- Радислава Дада Вујасиновић (1964-1999)
- Славко Ћурувија (1949-1999)
- Милан Пантић (1954-2001)